# 十棘鑽嘴魚
十棘鑽嘴魚（学名：Gerres decacanthus），又名十棘銀鱸、碗米仔，为鑽嘴魚科銀鱸屬下的一个种。